# Shaohao
Shaohao (chiń. 少昊) – jedno z najstarszych bóstw chińskich, uznawany za władcę wschodniej części świata. W tradycji konfucjańskiej był jednym z legendarnych Pięciu Cesarzy, następcą Huang Di i panował w latach 2597–2514 p.n.e. Jego imieniem pośmiertnym było Jin Tian (金天), czyli Złociste Niebo.
Jako jedyny z najstarszych chińskich cesarzy-bogów nie doczekał się żadnych mitów. Konfucjaniści przedstawiali go jako władcę nieudolnego, przypisując okresowi jego panowania rebelię pod wodzą Chi You, która jednak miała miejsce za panowania Huang Di. Według późniejszej legendy taoistycznej Shaohao miał być synem Białego Cesarza i kobiety imieniem Huang’e. Opowieść ta jest jednak mało wiarygodna, gdyż we wcześniejszych podaniach Biały Cesarz i Shaohao to ta sama osoba.